# 334 a.C.
Il 334 a.C. (CCCXXXIV a.C. in numeri romani) è un anno  del IV secolo a.C.

## Eventi
- Alessandro Magno passa il Bosforo per attaccare l'Impero persiano: nella Battaglia del Granico sconfigge l'esercito persiano nell'Asia Minore occidentale. Taglia il Nodo gordiano
- Roma: consolato di Tiberio Veturio Calvino e Spurio Postumio Albino Caudino